# Powiat wrocławski
Powiat wrocławski är ett administrativt distrikt (powiat) i sydvästra Polen, tillhörande Nedre Schlesiens vojvodskap. Distriktet omfattar området söder och öster om storstaden Wrocław, som givit distriktet dess namn. Sätet för powiatets administration ligger också i staden Wrocław, som dock själv utgör ett självständigt stadsdistrikt och därför administreras separat från Powiat wrocławski. Befolkningen uppgick till 112 633 invånare i juni 2010. Den största orten i distriktet är Sobótka, med omkring 7 000 invånare (år 2014).

## Administrativ kommunindelning
Distriktet indelas i nio kommuner (gminy), varav tre stads- och landskommuner och sex landskommuner. 
| Stads- och landskommuner - Kąty Wrocławskie - Sobótka - Siechnice Landskommuner - Czernica - Długołęka - Jordanów Śląski - Kobierzyce - Mietków - Żórawina | Kommunindelning |